# Raión de Pyriatyn
Pyriatyn (en ucraniano: Пирятинський район) fue un raión o distrito de Ucrania en el óblast de Poltava. En la reforma territorial de 2020, su territorio fue incluido en el raión de Lubný.
Comprendía una superficie de 863 km².
La capital era la ciudad de Pyriatyn.

## Demografía
Según estimación 2010 contaba con una población total de 36600 habitantes.

## Otros datos
El código KOATUU es 5323800000. El código postal 37000 y el prefijo telefónico +380 5358.